# Ossó de Sió
Ossó de Sió ist eine katalanische Gemeinde (Municipio) mit 195 Einwohnern (Stand: 2024) in der Provinz Lleida im Nordosten Spaniens. Sie ist Teil der Comarca Urgell. Neben dem Hauptort Ossó de Sió gehören die Ortschaften Bellver de Sió, Castellnou d’Ossó und Montfalcó d’Agramunt zur Gemeinde.

## Lage
Ossó de Sió liegt etwa 36 Kilometer ostnordöstlich von Lleida in einer Höhe von ca. 390 m am Río Sió. 

## Einwohnerentwicklung
| 1900 | 1930 | 1950 | 1970 | 1981 | 1991 | 2001 | 2011 | 2021 |
| ---- | ---- | ---- | ---- | ---- | ---- | ---- | ---- | ---- |
| 619  | 505  | 441  | 307  | 237  | 237  | 229  | 218  | 196  |

## Sehenswürdigkeiten
- Burgruine von Castellnou d’Ossó
- Burgruine von Montfalcó
- Peterskirche von Bellver de Sió
- Peterskapelle in Castellnou d’Osso

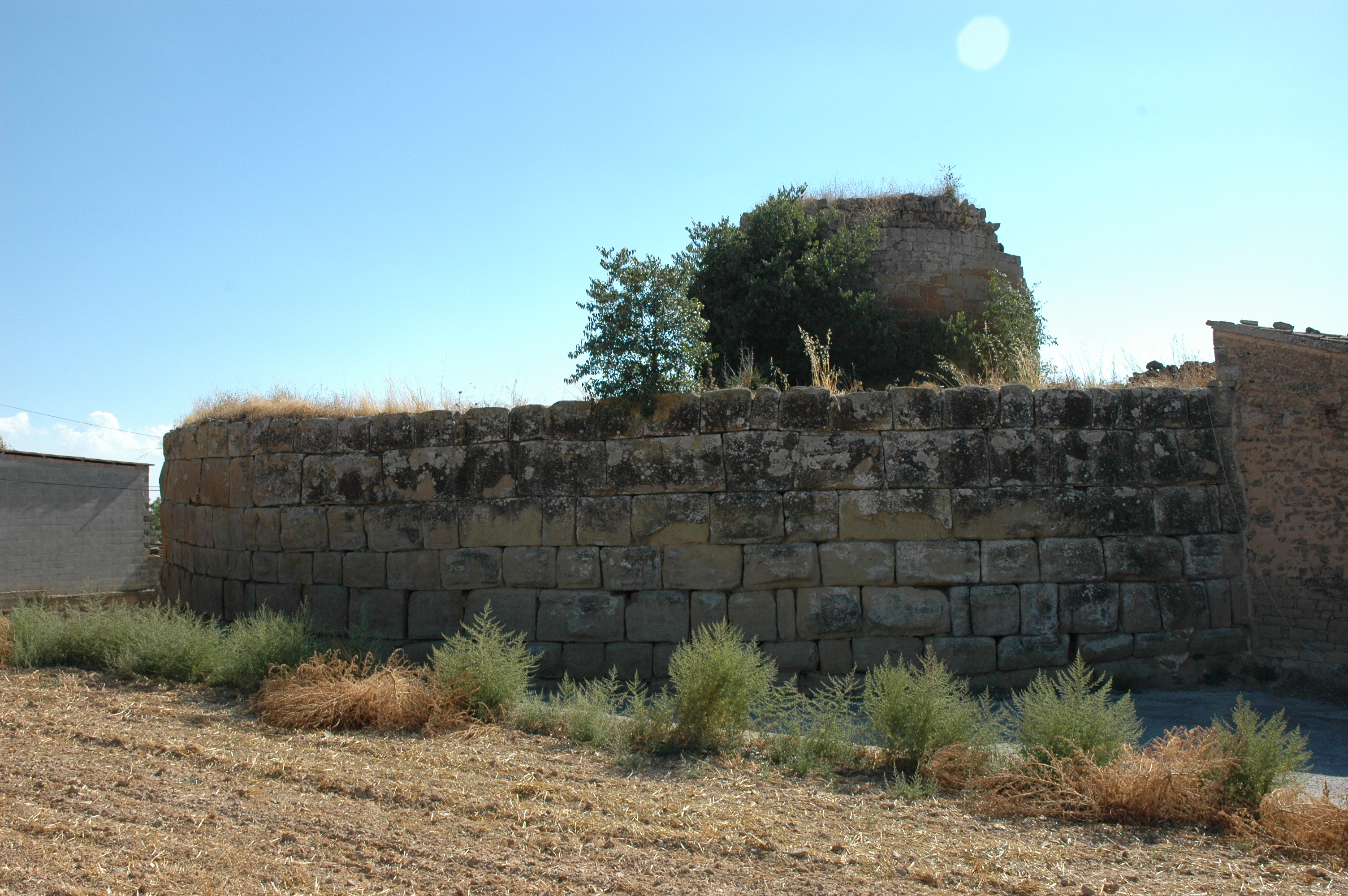
Burgruine von Castellnou
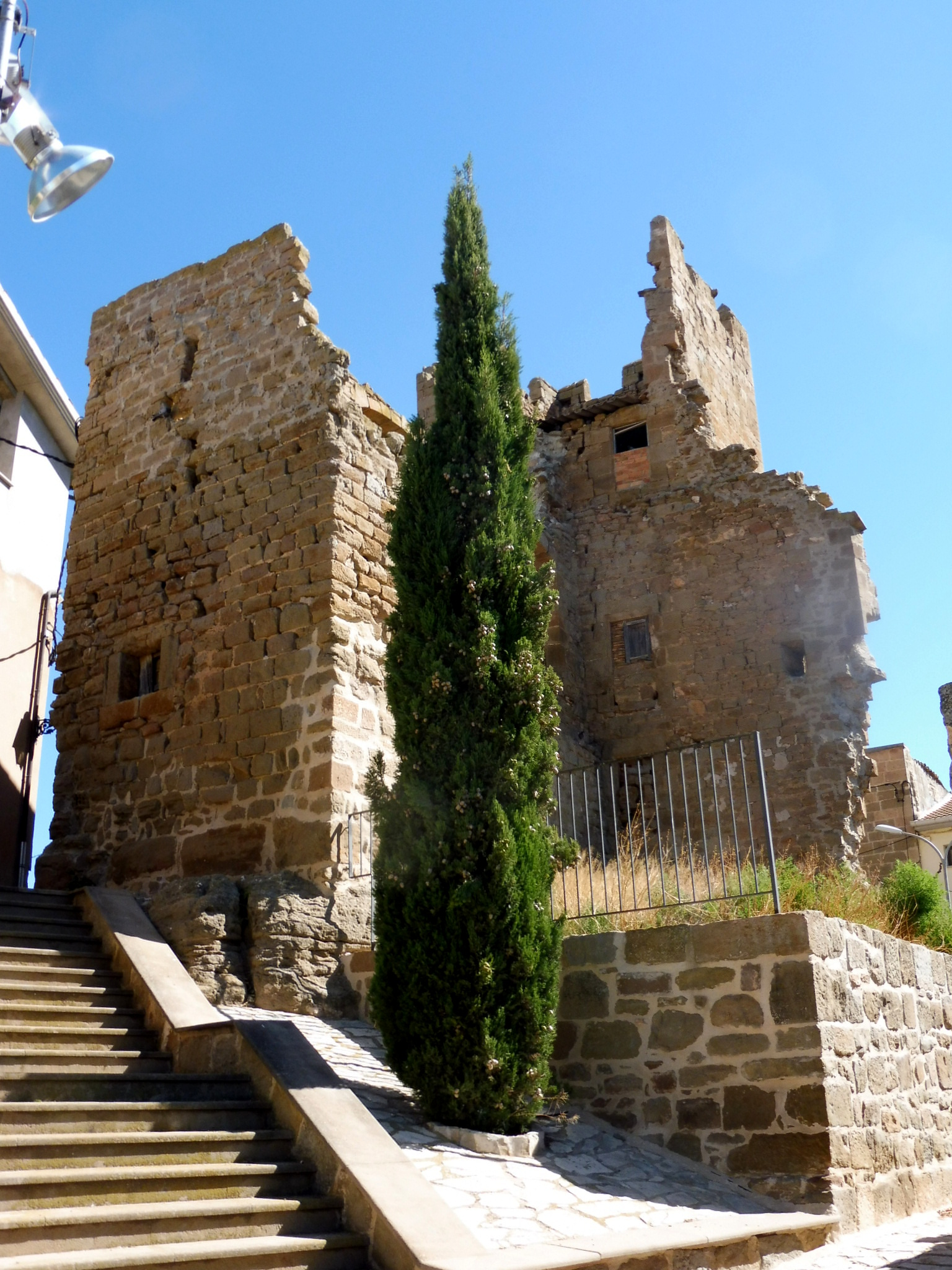
Burgruine von Montfalcó
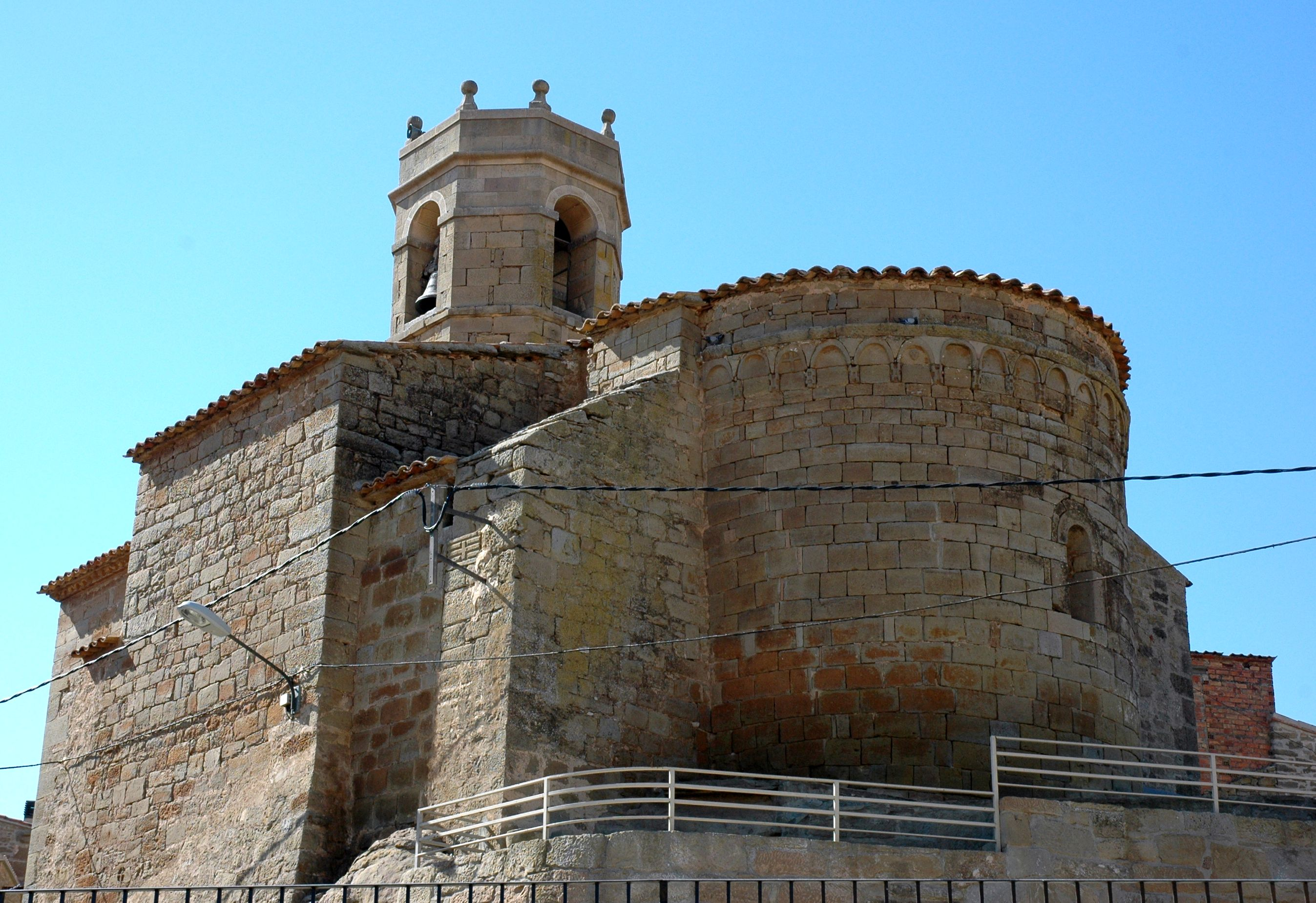
Peterskirche
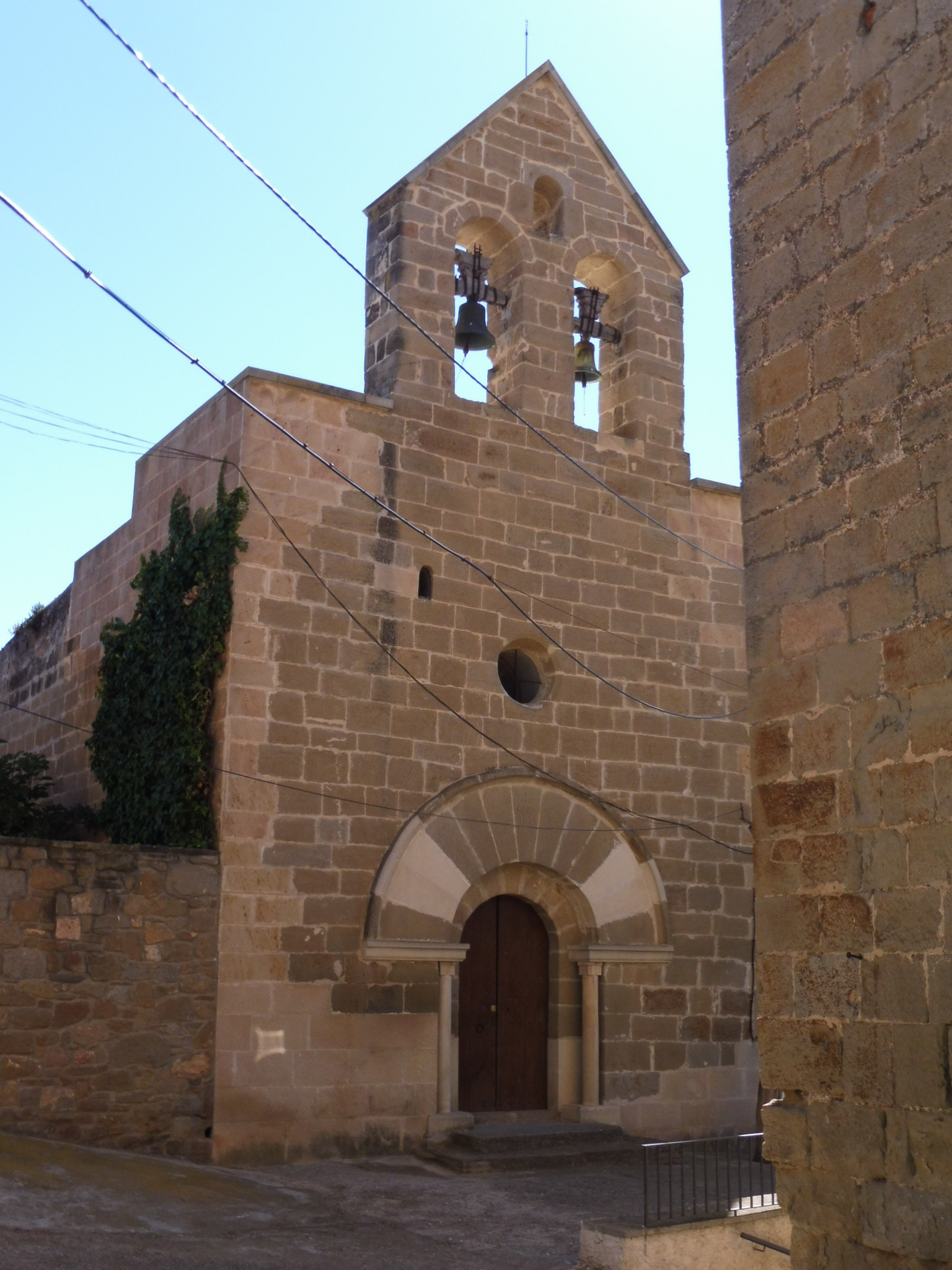
Michaeliskapelle
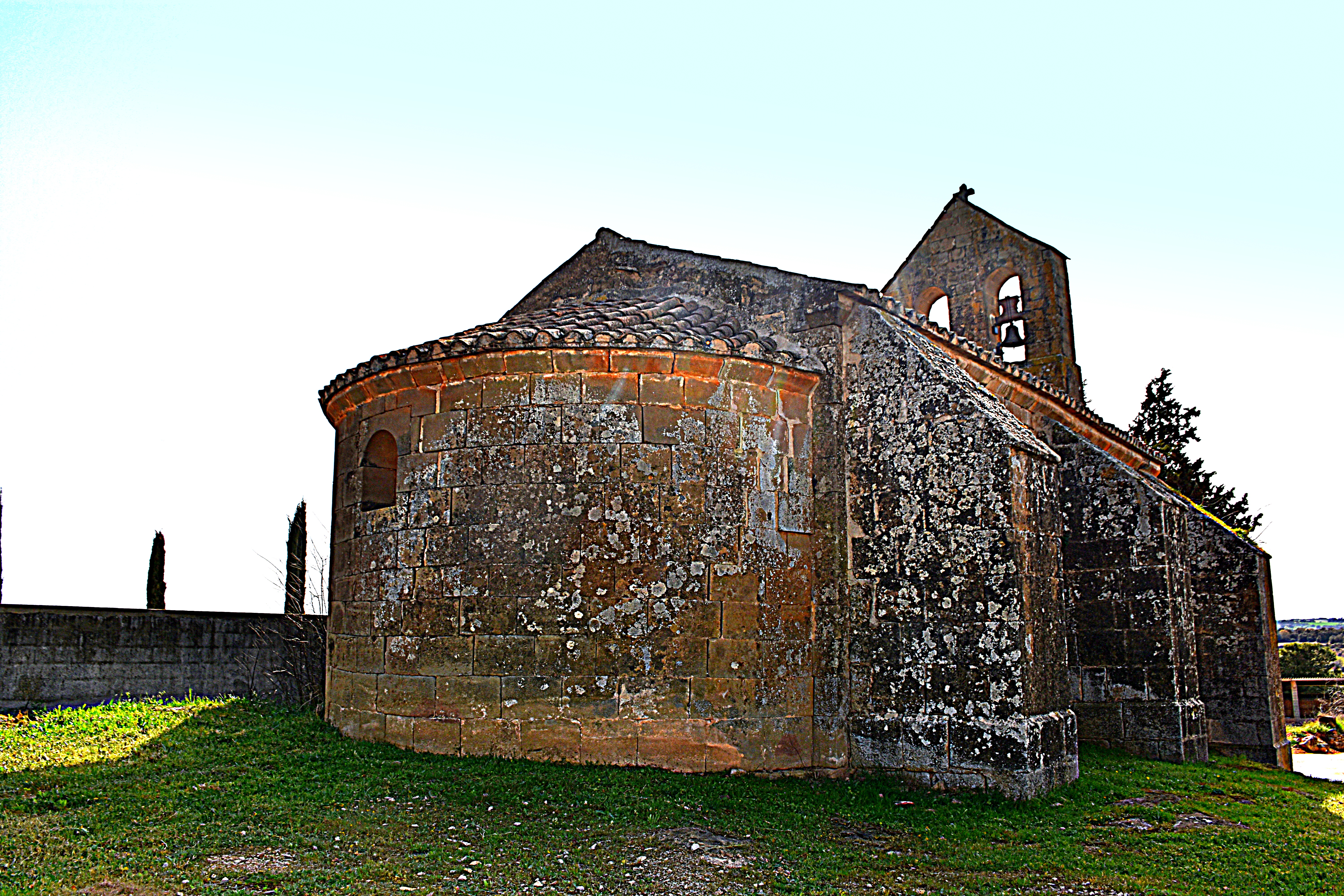
Peterskapelle

## Persönlichkeiten
- Xavier Novell Gomà (* 1969), römisch-katholischer Geistlicher, Bischof von Solsona 2010–2021